# Finnerödja
Finnerödja – miejscowość (tätort) w Szwecji, w regionie administracyjnym (län) Örebro, w gminie Laxå.
Według danych Szwedzkiego Urzędu Statystycznego liczba ludności wyniosła: 575 (31 grudnia 2015), 577 (31 grudnia 2018) i 550 (31 grudnia 2019).